# Deltote crotopha
Deltote crotopha is een vlinder van de familie van de uilen (Noctuidae). De wetenschappelijke naam van deze soort is voor het eerst voorgesteld als Erastria crotopha door Charles Swinhoe in een publicatie uit 1905
De soort komt voor in India (Meghalaya).